# Мухаммад Кудутлинский
Мухаммад ибн Муса ал-Кудуки, известный также как Мусалав из Кудутли (30 августа 1652, Кудутль, ныне Гергебильский район Дагестана — 19 августа 1717, Алеппо, совр. Сирия) — дагестанский исламский учёный-энциклопедист, имам, шейх, автор сочинений по фикху и богословию, арабской грамматике, логике, философии, математике, хронологии, древним языкам и другим наукам. Активный участник исламского возрождения в Дагестане, оказал влияние на восстановление исламского образования в Татарстане.

## Биография
Родился 30 августа 1652 года в аварском селе Кудутль. Получил первое образование в медресе своего отца, после чего учился у крупнейших дагестанских учёных-современников, среди которых были Мухаммад ибн Али ал-Камили, Али Риза ас-Сугури и Шабан аль-Ободи.
Для продолжения учёбы отправился в Аравию, он учился в Египте, Хиджазе и Йемене. Там он стал учеником и последователем салафитского учёного и муджтахида Салиха аль-Йамани, у которого он пробыл 7 лет. Так же как и Салих, аль-Кудуки придерживался мнения о дозволенности и необходимости иджтихада в современности. Придерживался шафиитского мазхаба, но в некоторых моментах следовал иджтихаду аль-Йамани. В вопросе акиды сочетал в себе как ашаритские, так и салафитские взгляды на разные вопросы. Не стал объявлять себя муджтахидом, но фактически им являлся, так как широко выражал своё мнение в отрыве от мазхабов. Ясин Расулов называет ал-Кудуки «одним из сторонников и основоположников салафизма в Дагестане».
Вернувшись в Дагестан после смерти Салиха, открыл медресе Кудутле, туда же он перевёз собранную библиотеку. Его медресе стало крупным исламским центром, где переписывали книги, оно стало популярным не только на Кавказе, но и в Поволжье. Среди учеников медресе были как жители Дагестана, так остальной части Кавказа, и даже с Поволжья. В нём учились такие учёные как Дамадан ал-Мухи, Дауд ал-Усиши, Мухаммад ал-Убри, Тайиб ал-Харахи и другие. Известный татарский богослов и просветитель Ризаитдин Фахретдин считал, что «после падения Казанского ханства занимавшиеся сельским хозяйством наши предки вначале получили упорядоченное образование от улемов Дагестана…» .  Он отмечал роль дагестанских учёных в передаче знаний в таких науках, как фикх, хадисоведение, риторика, лексикология и арабская морфология. Дагестанцы и их татарские ученики восстановили исламскую системуобразования в Татарстане, чему способствовал аль-Кудуки. Назир-ад-Дургели, отмечая достижения дагестанских учёных-учеников аль-Кудуки, которые обучали татар, приезжавших в Дагестан совершенствовать религиозные знания, писал: «По этой причине слава ал-Кудуки разнеслась по казанской стране». По словам Фахретдина, дагестанцы заложили основы «религиозного братства и национального уважения». Ал-Кудуки занимался переписыванием работ своего учителя аль-Йамани, он отдавал эти книги в дар в качестве вакфа.
Мухаммад участвовал общественно-политической жизни Дагестана, выступал за исламизацию права и быта, критиковал адатных судей и аксакалов, называя их «братьями идолопоклонников». В начале 1717 года, в знак протеста против пренебрежения шариатом его земляками, покинул Дагестан с двумя сыновьями, и отправился в хадж, поселился в Сирии, где стал преподавать арабский язык. Скончался в городе Алеппо от холеры 19 августа 1717 года. После смерти оставил вакфом местной мечети триста собственных рукописей.
Старший сын Дибир ал-Кудуки был исламским богословом, умер в Мекке. Средний сын Мухаммада Абубакр тоже был известным учёным, умер 1717 году в родном селе его матери Ругуджа.

## Творчество
С именем аль-Кудуки связан расцвет дагестанской арабоязычной литературы. Сохранились следующие его арабоязычные сочинения:
- «И’раб аль-Унмузадж» учебник арабской грамматики
- «Исам аля-ль-Джами» — комментарий на Исаму-д-дина аль-Исфараини
- «Таркиб миат амиль», в переводе — «Сто управляющих [частиц]», книга по морфологии.
- «Истиара аля-д-Дибадж» — трактат «О метафорах по ад-Дибаджу».
- «Шарх асма Аллах аль-хусна» — «Толкование прекрасных имён Божьих»).
- «Хисаб аль-Кудуки» —  «Летосчисление Кудутлинского», лунный календарь.
- «Аль-Хашия ала-ль-Чарпарди» — толкование комментаря Ахмада аль-Чарпарди[c] на сочинение «Аш-Шафия» арабского ученого Ибн аль-Хаджиба[d] по морфологии арабского языка. В рукописном фонде ИИАЭ ДНЦ РАН хранятся 12 списков этого сочинения. Древнейший из этих списков относится к 1709 году, самый новый — к 1750 году[13].

Сохранилось множество писем и ответов ал-Кудуки на вопросы по фикху. В первой половине XVIII века вся Авария училась по трудам ал-Кудуки, которые переводились на многие другие языки. Оставил след также и в физике, и в прикладной астрономии.

## Оценки
- Первый имам Дагестана и Чечни Гази-Мухаммад в своём трактате «Доказательство о вероотступничестве правителей Дагестана, судящих по адатам» часто ссылается на аль-Кудуки, почти полностью копируя его риторику[15]. Фетвы ал-Кудуки стали вдохновением, на основе которого три имама Дагестана и Чечни определили свою концепцию исламского правления[8].
- Гасан-эфенди Алкадари в своем историческом труде «Асари Дагестан» называет Мухаммада Кудутлинского «корифеем эпохи» дагестанских энциклопедистов[5]. Академик Игнатий Крачковский считал его «светочем дагестанской науки»[16].
- Али Каяев описал ал-Кудуки как «первого среди дагестанских улемов, который пробудился от сна таклида»[8].

## Память
В ноябре 2005 года в ИИАЭ ДНЦ РАН состоялась научная конференция, посвящённая жизни и творчеству Мухаммада Кудутлинского. В ней приняли участие учёные ИЯЛИ ДНЦ РАН, Центра востоковедения, преподаватели ДГУ и ДГМА.